# Memoriał Jana Ciszewskiego 1997
Memoriał im. Jana Ciszewskiego 1997 – 14. edycja turnieju żużlowego poświęconego pamięci znanego polskiego komentatora sportowego Jana Ciszewskiego, który odbył się 23 sierpnia 1997 roku. Turniej wygrał Tommy Knudsen.

## Wyniki
- Stadion Śląski (Chorzów), 23 sierpnia 1997
- Sędzia: Wojciech Grodzki

| Msc. | Zawodnik              | Klub              | Pkt  |               |  |
| ---- | --------------------- | ----------------- | ---- | ------------- |  |
| 1    | Tommy Knudsen         | Dania             | 12+5 | (2,3,1,,3,3)  |  |
| 2    | Sam Ermolenko         | Stany Zjednoczone | 13+2 | (2,3,3,2,3)   |  |
| 3    | Ryan Sullivan         | Australia         | 10+3 | (1,3,3,1,2)   |  |
| 4    | Roman Jankowski       | Leszno            | 8+1  | (3,3,0,2,0)   |  |
| 5    | Todd Wiltshire        | Australia         | 8    | (2,0,0,3,3)   |  |
| 6    | Hans Nielsen          | Dania             | 8    | (3,0,1,2,2)   |  |
| 7    | Tomasz Gollob         | Bydgoszcz         | 8    | (d,1,3,2,2)   |  |
| 8    | Rafał Dobrucki        | Piła              | 7    | (3,1,d,0,3)   |  |
| 9    | Jacek Krzyżaniak      | Toruń             | 7    | (3,1,1,0,2)   |  |
| 10   | Piotr Świst           | Gorzów Wlkp.      | 7    | (0,2,1,3,1)   |  |
| 11   | Jacek Gollob          | Bydgoszcz         | 6    | (1,2,3,dst,d) |  |
| 12   | Piotr Protasiewicz    | Bydgoszcz         | 6    | (1,0,2,3,0)   |  |
| 13   | Andrzej Huszcza       | Zielona Góra      | 6    | (2,2,2,d,0)   |  |
| 14   | Billy Hamill          | Stany Zjednoczone | 6    | (1,1,2,1,1)   |  |
| 15   | Sławomir Drabik       | Częstochowa       | 5    | (0,2,d,dst,3) |  |
| 16   | Sebastian Ułamek      | Częstochowa       | 4    | (0,0,2,1,1)   |  |
|      | rez. Tomasz Bajerski  | Gorzów Wlkp.      |      | (ns)          |  |
|      | rez. Dariusz Fliegert | Rybnik            |      | (ns)          |  |
|      | rez. Maciej Jąder     | Leszno            |      | (ns)          |  |
|      | rez. Wojciech Węgrzyn | Rybnik            |      | (ns)          |  |